# Jean Blancou
Pour les articles homonymes, voir Blancou.
Jean Blancou est un microbiologiste et vétérinaire français, né le 28 août 1936 à Bangui (Oubangui-Chari) et mort le 10 novembre 2010 à Paris. Il est notamment l’auteur de nombreux chapitres d’ouvrages dédiés à la rage ou à la vaccinologie.

## Biographie

### Famille
Il est le fils de Lucien Blancou (1903-1983), grand spécialiste de la faune sauvage d'Afrique centrale dont il a été inspecteur jusqu'en 1953, qui a notamment mentionné pour la première fois, dans un article paru dans la revue britannique Mammalia en 1954, l'emela-ntouka, animal légendaire des marais du Likouala, en Afrique équatoriale française, que les Pygmées décrivent comme étant plus grand qu'un bison, et capable de s'attaquer aux éléphants, aux buffles et aux hippopotames.

### Formation
Jean Blancou obtient son diplôme de l’École nationale vétérinaire de Toulouse en 1960, et poursuit ses études de la médecine vétérinaire tropicale à Paris jusqu’en 1963. Il approfondit ses connaissances en immunologie, en microbiologie, en biochimie, en statistiques et en zoologie, notamment à l’Institut Pasteur, avant d’obtenir son doctorat ès sciences biologiques à l’université de Nancy en 1982.

### Carrière

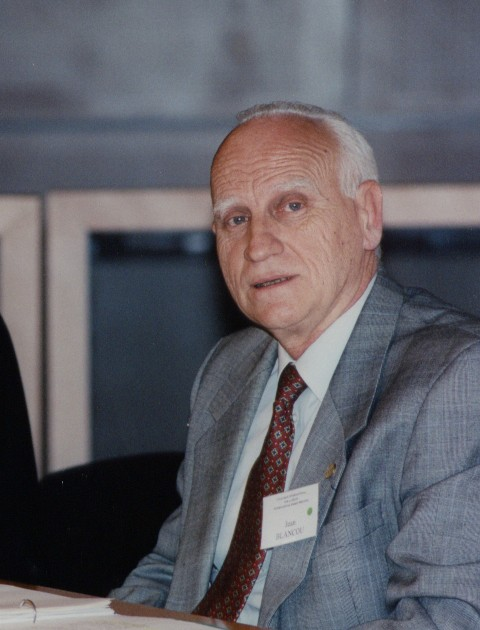
Jean Blancou en 1997.

Jean Blancou commence sa carrière comme conseiller technique auprès des services vétérinaires en Éthiopie, où il dirige une campagne contre la peste bovine dans le sud du pays. De 1965 à 1967, il est directeur adjoint du laboratoire vétérinaire national du Niger, où il est responsable du diagnostic des maladies animales et de la production de vaccins vétérinaires. Nommé directeur général du laboratoire national vétérinaire de Madagascar entre 1968 et 1974, il entame ses recherches sur le diagnostic et le contrôle de la  dermatophilose et de la tuberculose bovine, ainsi que sur d’autres maladies bactériennes et parasitaires. En 1975, il est nommé à la tête du laboratoire national vétérinaire du Sénégal, poste qu’il occupe jusqu’en 1977.
Directeur adjoint aux côtés de Louis Andral, puis directeur du Centre de recherches sur la rage et les maladies de la faune sauvage, centre collaborateur de l’Organisation mondiale de la santé (OMS) basé à Nancy, fonctions qu’il occupera jusqu’en 1990. Il mène durant cette période des recherches sur le diagnostic, l’étiologie, l‘épidémiologie et le contrôle de la rage.
Entre 1988 et 1990, Jean Blancou dirige le département de la santé et de la protection animales du Centre national d’études vétérinaires et animales (CNEVA) de Maisons-Alfort. Le 1er janvier 1991, il est nommé directeur général de l’Office international des épizooties, depuis devenu Organisation mondiale de la santé animale.
Docteur honoris causa de l’université de Liège (Belgique), Jean Blancou est membre de l’Académie vétérinaire de France, membre correspondant de l’Académie argentine d’agronomie et de médecine vétérinaire, et membre étranger de l'Académie royale de médecine de Belgique et de l'Académie russe des sciences agronomiques. Vice-président de la Société française d’histoire de la médecine et de la médecine vétérinaire, il est également membre d’honneur de la British Veterinary Association.

## Publications
Jean Blancou est l’auteur de plus de 370 publications scientifiques consacrées à l’étude des maladies animales, à la production et au contrôle des agents biologiques. Il est notamment l’auteur de nombreux chapitres d’ouvrages dédiés à la rage ou à la vaccinologie.

## Décorations
- Chevalier de la Légion d'honneur
- Chevalier de l'ordre national du Mérite
- Commandeur de l'ordre du Mérite agricole

Jean Blancou est, entre autres, chevalier de la Légion d’honneur[Quand ?], chevalier de l'Ordre national du mérite et commandeur de l’Ordre national du mérite agricole. Il a également été primé par l’Académie vétérinaire de France (prix Trasbot, 1980), l’OMS (prix des contributions significatives, 1980) et le CNEVA (médaille d’honneur, 1991).